# The Honeymoon Machine
 The Honeymoon Machine és una pel·lícula estatunidenca dirigida per Richard Thorpe el 1961.

## Argument
El científic civil Jason Eldridge (Hutton) fa funcionar el Magnetic Analyzer Computing Synchrotron (MACS), un ordinador de vàlvules al vaixell USS Elmira. Ell i el seu amic, el tinent Ferguson Howard (McQueen) s’adonen que, fent servir el MACS per enregistrar les tirades d’una ruleta, l'ordinador pot predir els resultats futurs. Howard i el tinent Beauregard Gilliam (Mullaney) ho comproven en un casino de Venècia vestits de civils amb Eldridge, desafiant les ordres de l’almirall Fitch (Jagger) que manen que els oficials han d’evitar el casino portant uniformes. Planegen utilitzar senyals lluminosos per comunicar-se amb un col·laborador a l’Elmira .
Howard es troba i flirteja amb Julie Fitch (Bazlen), la filla de l'almirall. Eldridge es troba amb anterior xicota Pam Dunstan (Prentiss), per casar-se amb un altre home. El sistema d’apostes és molt eficaç, i els tres homes acumulen centenars de milers de dòlars al casino; els diners donen a Eldridge la confiança per declarar-se a Dunstan. Tanmateix, l'Almirall Fitch veu i investiga els senyals; aviat l'Armada, l’ambaixada dels EUA a Roma, l’ambaixada de l'URSS a Roma, i les autoritats de ciutat de Venècia estan en alerta per una "revolució".
Els jugadors agafen Burford Taylor (Weston), que troba la seva làmpada de senyals, begut per retenir-lo, però Taylor s'escapa i es presenta a l'almirall. Julie Fitch li diu al seu pare que ella i Howard volen casar-se i així el salvarà del judici militar. Els soviètics acusen l'Armada d'utilitzar MACS per robar al casino. Per evitar un incident internacional Howard perd intencionadament la seva última aposta, però un aldarull esclata entre soviètics, americans, i italians al casino. La pel·lícula acaba amb Howard i Fitch celebrant la seva lluna de mel a l'hotel.

## Repartiment
- Steve McQueen: tinent Fergie Howard
- Brigid Bazlen: Julie Fitch
- Jim Hutton: Jason Eldridge
- Dean Jagger: almirall Fitch

## Crítica
Idees no molt brillants ni originals, però ben enganxades pel bon ofici de Richard Thorpe, un veterà de la MGM, a punt de jubilar-se amb quaranta anys de servei. La comèdia no és gran cosa, però resulta agradable i divertida.